# Meridià 84 a l'est
El meridià 84 a l'est de Greenwich és una línia de longitud que s'estén des del pol Nord travessant l'oceà Àrtic, Àsia, l'oceà Índic, l'oceà Antàrtic i l'Antàrtida fins al pol Sud.
El meridià 84 a l'est forma un cercle màxim amb el meridià 96 a l'oest. Com tots els altres meridians, la seva longitud correspon a una semicircumferència terrestre, uns 20.003,932 km. Al nivell de l'Equador, és a una distància del meridià de Greenwich de 9.351 km.

## De Pol a Pol
Començant en el pol Nord i dirigint-se cap al pol Sud, aquest meridià travessa:
| Coordenades                             | País, territori o mar        | Notes |
| --------------------------------------- | ---------------------------- | --- |
| 90° 0′ N, 84° 0′ E / 90.000°N,84.000°E  | Oceà Àrtic                   | |
| 81° 8′ N, 84° 0′ E / 81.133°N,84.000°E  | Mar de Kara                  | |
| 74° 1′ N, 84° 0′ E / 74.017°N,84.000°E  | Rússia                       | Krai de Krasnoiarsk — Illa Rastogúiev |
| 73° 59′ N, 84° 0′ E / 73.983°N,84.000°E | Mar de Kara                  | |
| 73° 41′ N, 84° 0′ E / 73.683°N,84.000°E | Rússia                       | Krai de Krasnoiarsk Iamàlia — des 65° 46′ N, 84° 0′ E / 65.767°N,84.000°E Districte Autònom Khanti-Mansi — Iugrà — des 62° 25′ N, 84° 0′ E / 62.417°N,84.000°E Óblast de Tomsk — des 60° 50′ N, 84° 0′ E / 60.833°N,84.000°E Óblast de Novossibirsk — des 56° 1′ N, 84° 0′ E / 56.017°N,84.000°E Krai de l'Altai — des 57° 4′ N, 84° 0′ E / 57.067°N,84.000°E} República de l'Altai — des 51° 9′ N, 84° 0′ E / 51.150°N,84.000°E Krai de l'Altai — des 51° 4′ N, 84° 0′ E / 51.067°N,84.000°E |
| 50° 42′ N, 84° 0′ E / 50.700°N,84.000°E | Kazakhstan                   | Passa a través del Llac Zaissan |
| 46° 59′ N, 84° 0′ E / 46.983°N,84.000°E | República Popular de la Xina | Xinjiang Tibet — des 35° 25′ N, 84° 0′ E / 35.417°N,84.000°E |
| 29° 17′ N, 84° 0′ E / 29.283°N,84.000°E | Nepal                        | |
| 27° 27′ N, 84° 0′ E / 27.450°N,84.000°E | Índia                        | Bihar Uttar Pradesh — des 27° 6′ N, 84° 0′ E / 27.100°N,84.000°E Bihar — des 26° 32′ N, 84° 0′ E / 26.533°N,84.000°E Uttar Pradesh — des 26° 27′ N, 84° 0′ E / 26.450°N,84.000°E Bihar - des 25° 36′ N, 84° 0′ E / 25.600°N,84.000°E Jharkhand — des 24° 38′ N, 84° 0′ E / 24.633°N,84.000°E Chhattisgarh — des 23° 38′ N, 84° 0′ E / 23.633°N,84.000°E Jharkhand — des 23° 30′ N, 84° 0′ E / 23.500°N,84.000°E Chhattisgarh — des 23° 21′ N, 84° 0′ E / 23.350°N,84.000°E Odisha — des 22° 32′ N, 84° 0′ E / 22.533°N,84.000°E Chhattisgarh — des 22° 28′ N, 84° 0′ E / 22.467°N,84.000°E Odisha — des 22° 22′ N, 84° 0′ E / 22.367°N,84.000°E Andhra Pradesh — des 18° 48′ N, 84° 0′ E / 18.800°N,84.000°E |
| 17° 29′ N, 84° 0′ E / 17.483°N,84.000°E | Oceà Índic                   | |
| 60° 0′ S, 84° 0′ E / 60.000°S,84.000°E  | Oceà Antàrtic                | |
| 66° 15′ S, 84° 0′ E / 66.250°S,84.000°E | Antàrtida                    | Territori Antàrtic Australià, reclamada per Austràlia |